# Das Ende der Unschuld (2005)
Das Ende der Unschuld (Originaltitel: 12 and Holding) ist ein 2005 erschienener Film von Michael Cuesta. Es war sein zweiter Film nach dem Erfolgsdebüt L.I.E. Der Film behandelt jugendpsychologische Themen anhand dreier Zwölfjähriger.

## Handlung
Das Leben einer Gruppe von Zwölfjährigen gerät aus den Fugen, als einer von ihnen bei einer Auseinandersetzung mit anderen Jugendlichen ums Leben kommt. Der Tod von Rudy verändert das Leben seiner drei besten Freunde: des übergewichtigen Lenny, der frühreifen Malee und seines Zwillingsbruders Jacob.

## Kritik
„Nach seinem kontroversen "L.I.E." wagt sich Michael Cuesta erneut auf emotional komplexes Terrain... Ähnlich wie in den vergleichbaren "Mean Creek" und "Mysterious Skin" geht es um den Umgang mit Trauer, das Erwachen der Sexualität und die Last der Vergangenheit, was der Regisseur in poetischen Szenen geschickt ausspielt, ohne jemals didaktisch zu wirken.“